# Zlatko Lagumdžija
Zlatko Lagumdžija, né le 26 décembre 1955 à Sarajevo, est un homme d'État de Bosnie-Herzégovine.

## Biographie
Professeur en management du système d'information, Zlatko Lagumdžija est membre du Parti social-démocrate et son président depuis 1997. 
Président du Conseil des ministres et parallèlement ministre des Affaires étrangères de Bosnie-Herzégovine de juillet 2001 à mars 2002, Zlatko Lagumdžija est de nouveau ministre des Affaires étrangères en 2003. Il est vice-président du Conseil des ministres et une nouvelle fois ministre des Affaires étrangères depuis février 2012.